# Øverdal
Øverdal est une localité du comté de Nordland, en Norvège.

## Géographie
Administrativement, Øverdal fait partie de la kommune de Rana.